# Jolene (film)
Jolene è un film del 2008 diretto da Dan Ireland. Per tale interpretazione, Jessica Chastain ha ricevuto il premio di miglior attrice al Seattle International Film Festival e il pieno consenso da parte della critica.
Il film è uscito negli Stati Uniti d'America il 29 ottobre 2010. In Italia è inedito.

## Trama
Jolene, una giovane orfana, vuole andarsene, dimenticare la sua vita difficile fatta di sofferenze e abusi. Questo desiderio la induce a soli quindici anni a sposare un uomo, con l'idea di un futuro splendente. Purtroppo la sua scelta si rivelerà sbagliata. Da questo momento la ragazza si butterà in nuove esperienze, facendo anche nuove conoscenze attraversando tutta l'America. Un viaggio fisico e mentale, quello di Jolene, che lascia aperta una porta di speranza che il suo sogno di una famiglia e una vita normale si avveri.

## Critica
Il film ha ricevuto una reazione da parte della critica mista. Rotten Tomatoes assegna al film un punteggio del 50% basandosi su 20 recensioni.

## Distribuzione
L'anteprima del film è stata mostrata al Seattle International Film Festival il 13 giugno 2008 per poi uscire nelle sale nel 2010.